# Священническое братство святого Петра

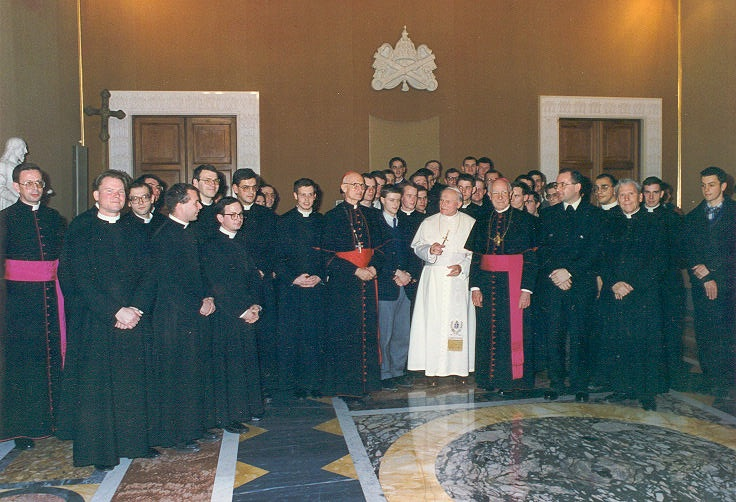
Папа Римский Иоанн Павел II принял членов ФССП

Священническое братство Святого Петра (лат.Fraternitas Sacerdotalis Sancti Petri, FSSP) — религиозная католическая организация («общество апостольской жизни» в терминологии Кодекса канонического права 1983 г.), объединяющая клириков и семинаристов Католической церкви, приверженцев экстраординарной формы римского обряда (т. н. Тридентской мессы), однако сохраняющих полное каноническое общение с официальными властями Римско-католической церкви. Образовано в 1988 году вышедшими из Священнического братства св. Пия Х 11 священниками и 1 диаконом после отлучения от Церкви его руководителя архиепископа Марселя Лефевра за хиротонию без согласия папы римского четырёх епископов.
Братство действовало под эгидой Папской Комиссии «Ecclesia Dei», до её упразднения (последний председатель — кардинал Луис Ладария Феррер). Священникам братства разрешено служить мессу по старому чинопоследованию. В Братстве состоят около 90 священников, имеются две семинарии.